# Élections européennes de 2009 en Écosse
Des élections européennes de 2009 ont lieu le 4 juin 2009 pour élire 6 des 72 députés européens britanniques.

## Résultats
| Suffrages exprimés            | Suffrages exprimés | Suffrages exprimés | 1 104 512 |             | 6 sièges à pourvoir | 6 sièges à pourvoir |
|                               |                    |                    |           |             |                     |                     |
| Liste                         | Tête de liste      |                    | Suffrages | Pourcentage | Sièges acquis       | Var.                |
| SNP                           | Ian Hudghton       |                    | 321 007   | 29,06 %     | 2 / 6               | =                   |
| Parti travailliste            | David Martin       |                    | 229 853   | 20,81 %     | 2 / 6               | =                   |
| Parti conservateur            | Struan Stevenson   |                    | 185 794   | 16,82 %     | 1 / 6               | - 1                 |
| Libéraux-démocrates           | George Lyon        |                    | 127 038   | 11,5 %      | 1 / 6               | =                   |
| Parti vert                    | Elaine Morrison    |                    | 80 442    | 7,28 %      | 0 / 6               | =                   |
| UKIP                          | Peter Adams        |                    | 57 788    | 5,23 %      | 0 / 6               | =                   |
| Parti national britannique    | Gary Raikes        |                    | 27 174    | 2,46 %      | 0 / 6               | =                   |
| Parti travailliste socialiste | Louise McDaid      |                    | 22 135    | 2 %         | 0 / 6               |                     |
| Chrétien écossais             | Sheila McLaughlan  |                    | 16 738    | 1,52 %      | 0 / 6               |                     |
| Parti socialiste              | Colin Fox          |                    | 10 404    | 0,94 %      | 0 / 6               | =                   |
| Indépendant                   | Duncan Robertson   |                    | 10 189    | 0,92 %      | 0 / 6               |                     |
| No2EU                         | John Foster        |                    | 9 693     | 0,88 %      | 0 / 6               |                     |
| Équipe du jury                | Alan Wallace       |                    | 6 257     | 0,57 %      | 0 / 6               |                     |

## Députés européens élus
| Député élu        | Député élu       |
| ----------------- | ---------------- |
|                   | Ian Hudghton     |
| Alyn Smith        |                  |
|                   | David Martin     |
| Catherine Stihler |                  |
|                   | Struan Stevenson |
|                   | George Lyon      |